# Michelle Trachtenberg
Michelle Christine Trachtenberg, ameriška televizijska in filmska igralka, *11. oktober 1985, New York, New York, ZDA, † 26. februar 2025, New York.

## Biografija

### Zgodnje in osebno življenje
Michelle Christine Trachtenberg se je rodila v New Yorku, kot mlajša od dveh hčera bankirke Lane in inženirja Michaela. Njen oče se je rodil v Nemčiji, njena mama pa v Rusiji; Michelle Trachtenberg zna tekoče rusko. Njena družina je judovska in Michelle praznuje tako božič kot hanuko, njena stara starša pa živita v Izraelu. Skupaj s starejšo sestro Irene je bila vzgojena v Sheepshead Bayu, Brooklyn ter se šolala v šolah P.S. 99 Elementary School in The Bay Academy for the Arts And Sciences Junior High School (na tej šoli so se skupaj z njo šolale tudi igralke, kot so Rachel Bilson, Katharine McPhee in Kirsten Dunst).

### Kariera
Michelle Trachtenberg je svojo igralsko kariero začela leta 1993 v televizijski seriji Clarissa Explains It All, kasneje istega leta pa je dobila vlogo Lily Benton Montgomery v seriji Vsi moji otroci, ki jo je igrala do leta 1996.
Leta 1994 igra v seriji The Adventures of Pete & Pete (do 1996), leta 1995 v filmu Melissa, leta 1996 pa v filmih Harriet the Spy in Christmas in My Hometown ter serijah Dave's World in Space Cases.
Leta 1997 se pojavi v seriji Meego, leta 1998 v filmu Richie Rich's Christmas Wish in seriji Guys Like Us, leta 1999 pa v filmu Inšpektor Gadget.
Leta 2000 zaigra v filmih A Father's Choice in Can't Be Heaven ter seriji Buffy, izganjalka vampirjev (do 2003), leta 2001 v seriji Truth or Scare (do 2003), leta 2004 pa v serijah Best Week Ever in Six Feet Under ter filmih Eurotrip in Mysterious Skin.
Leta 2005 jo lahko vidimo v filmih Ledena princesa in The Dive from Clausen's Pier, leta 2006 v serijah House M.D., Robot Chicken (do 2007) in Zakon in red ter filmih Black Christmas in Beautiful Ohio, leta 2007 pa v filmu The Hill.
Leta 2008 jo opazimo v seriji Opravljivka (do danes) in filmih Dragonlance: Dragons of Autumn Twilight ter The Circuit, letos v filmih Young Americans, Še enkrat 17 in Against the Current ter serijah The Super Hero Squad Show in Mercy, trenutno pa snema film A Couple of Dicks, ki pride v kinematografe leta 2010.

## Filmografija

### Filmi
| Leto | Film                                                | Vloga             | Opombe         |
| ---- | --------------------------------------------------- | ----------------- | -------------- |
| 1995 | Melissa                                             | Lena              |                |
| 1996 | Harriet the Spy                                     | Harriet M. Welsch |                |
| 1996 | Christmas in My Hometown (alias A Holiday for Love) | Noelle Murphy     |                |
| 1998 | Richie Rich's Christmas Wish                        | Gloria            |                |
| 1999 | Inšpektor Gadget                                    | Penny             |                |
| 2000 | A Father's Choice                                   | Kelly McClain     |                |
| 2000 | Can't Be Heaven                                     | Julie             |                |
| 2004 | Eurotrip                                            | Jenny             |                |
| 2004 | Mysterious Skin                                     | Wendy             |                |
| 2005 | Ledena princesa                                     | Casey Carlyle     |                |
| 2005 | The Dive from Clausen's Pier                        | Carrie Beal       |                |
| 2006 | Beautiful Ohio                                      | Sandra            |                |
| 2006 | Black Christmas                                     | Melissa           |                |
| 2007 | The Hill                                            | Maggie Rogers     |                |
| 2008 | Dragonlance: Dragons of Autumn Twilight             | Tika              | glasovna vloga |
| 2008 | The Circuit                                         | Kylie Shines      |                |
| 2009 | Še enkrat 17                                        | Maggie O'Donnell  |                |
| 2009 | Young Americans                                     | Kitchelle Storms  |                |
| 2009 | Against the Current                                 | Suzanne           |                |
| 2010 | A Couple of Dicks                                   |                   |                |

### Televizija
| Leto       | Film                          | Vloga                                                   | Opombe                   |
| ---------- | ----------------------------- | ------------------------------------------------------- | ------------------------ |
| 1993       | Clarissa Explains It All      | Elsie Soaperstein                                       |                          |
| 1993–1996  | Vsi moji otroci               | Lily Benton Montgomery #1                               |                          |
| 1994–1996  | The Adventures of Pete & Pete | Nona F. Mecklenberg                                     | sezona 2, sezona 3.      |
| 1996       | Dave's World                  | Angela                                                  |                          |
| 1996       | Space Cases                   | Prankster #1                                            |                          |
| 1997       | Meego                         | Maggie Parker                                           |                          |
| 1998       | Guys Like Us                  | Katie                                                   |                          |
| 2000–2003  | Buffy, izganjalka vampirjev   | Dawn Summers                                            | 66 epizod                |
| 2001–2003  | Truth or Scare                | Ona                                                     |                          |
| 2004       | Best Week Ever                |                                                         |                          |
| 2004       | Six Feet Under                | Celeste                                                 | 4 epizode                |
| 2006       | Zdravnikova vest              | Melinda Bardach                                         | epizoda »Safe«           |
| 2006       | Zakon in red                  | Lisa Willow Tyler                                       | epizoda »Weeping Willow« |
| 2006–2007  | Robot Chicken                 | Dina Lohan/Ženska/Žena/Čistilka/Žrtev/Gumijast medvedek | glasovna vloga           |
| 2008–danes | Opravljivka                   | Georgina Sparks                                         | sezona 1-danes           |
| 2009       | Mercy                         | Chloe Payne                                             |                          |
| 2009       | The Super Hero Squad Show     | Valkyrie                                                | glasovna vloga           |